# Зуни (язык)
Зу́ни, зу́ньи (англ. Zuni, Zuñi), су́ньи (исп. zuñi) — язык народа зуни, проживающего на западе Нью-Мексико и на востоке Аризоны в США и входящего в территориальную группу индейских народов пуэбло. Число носителей — около 9500, в основном они сконцентрированы около Зуни-Пуэбло (Нью-Мексико), и значительно меньше — в Аризоне.
В отличие от большинства индейских языков США, на языке зуни до сих пор говорит значительное число детей, таким образом, язык находится в относительно стабильном состоянии. Эдмунд Лэдд сообщал в 1994 г., что зуни всё ещё является основным языком общения в пуэбло, используется в домашнем обиходе (цит. по: Newman 1996).
На языке зуни сам язык называется Shiwi’ma (shiwi = «зуни» + -’ma «обиходный, свойственный»), а носители обозначаются как A:shiwi (’a:(w)- «мн.ч.» + shiwi «зуни»).

## Классификация
Зуни — изолят. Предлагавшиеся гипотезы о родстве не получили общей поддержки. Основные гипотезы касались включения в одну из 4-х семей или гипотетических макросемей:
- Пенутийские языки (также: пенутоидная или макро-пенутийская макросемьи),
- Таноанские языки,
- Хоканские языки
- Кересские языки.

Больше всего аргументов содержалось в гипотезе Ньюмена (Newman, 1964), который поддерживал родство с пенутийскими языками, однако даже эта гипотеза, как писал Майкл Силверстайн (en:Michael Silverstein), недостаточно обоснована в связи со спорностью методики, использованной при изучении пенутийских языков (Goddard 1996). Сопоставления предположительно родственных слов, предложенные Ньюменом, страдали распространёнными для сравнительной лингвистики огрехами, такими, как включение слов, заимствованных на широком ареале (как, например, слово «табак»), форм с широкими семантическими отличиями (например, слово «плохой» из одного языка сопоставляется со словом «мусор» из другого, слово «лошадь» — со словом «копыто», и др.), ономатопоэтических форм и др. (Campbell 1997). Моррис Сводеш включал зуни в пенутоидную гипотезу, а Джозеф Гринберг — в макро-пенутийскую макросемью, однако без достаточного обоснования (Campbell 1997).
Эдвард Сепир включал зуни в свою ацтекско-таноанскую гипотезу: данная классификация повторяется в различных изданиях Британской энциклопедии, однако без достаточной аргументации. Другие исследователи обычно не включают зуни в эту семью, даже учитывая её гипотетичность (Foster 1996).
Карл-Хайнц Гурски (Karl-Heinz Gursky) опубликовал довольно поверхностную работу, где относил зуни к кересским языкам. Дж. П. Харрингтон (en:J. P. Harrington) написал неопубликованную статью под названием «Зуни оказался хоканским языком» («Zuñi Discovered to be Hokan»: Campbell 1997).

## Языковые контакты
Поскольку зуни входил в ареал пуэбло, он обладает рядом общих черт с языками хопи, кересскими и таноанскими (и в меньшей степени с языком навахо) ввиду частых языковых контактов. Развитие абруптивных согласных в зуни могло быть обусловлено контактом с кересскими и таноанскими языками, в которых имеются полные наборы абруптивных. В некоторых таноанских языках имеется набор гласных i-e-a-o-u, что могло стать результатом контакта с зуни. Среди прочих общих особенностей: исчезновение в конце гласных и сонорных согласных, двойственное число, церемониальная лексика, наличие лабиализованного велярного kw (Campbell 1997).

## Фонетика

### Согласные
|                       | Билабиальные | Дентальные/Альвеолярные | Дентальные/Альвеолярные | Постальвеолярные | Палатальные | Велярные             | Велярные | Глоттальные |
| Центральные согласные | Билабиальные | Латеральные согласные   | обычные                 | Постальвеолярные | Палатальные | Лабиальные согласные |          | Глоттальные |
| --------------------- | ------------ | ----------------------- | ----------------------- | ---------------- | ----------- | -------------------- | -------- | ----------- |
| Плозивные             | p            | t                       |                         |                  |             | k, ky /k/            | kw /kʷ/  | ’ /ʔ/       |
| Аффрикаты             |              | ts                      |                         | ch /tʃ/          |             |                      |          |             |
| Фрикативные           |              | s                       | ł /ɬ/                   | sh /ʃ/           |             |                      |          | h           |
| Назальные             | m            | n                       |                         |                  |             |                      |          |             |
| Щелевые               |              |                         | l                       |                  | y /j/       |                      | w        |             |

### Гласные
|                | Передний ряд | Задний ряд |
| -------------- | ------------ | ---------- |
| Верхний подъём | i            | u          |
| Средний подъём | e            | o          |
| Нижний подъём  | a            | a          |

### Слог
Слоги языка зуни обычно имеют следующую структуру:
C(C)V(ː)(C)(C)

## Грамматика
Порядок слов — относительно свободный, с тенденцией к SOV. Существительные не имеют падежей. Глагол — сложный, по сравнению с существительным, с тенденцией к инкорпорации.

### Местоимения
В языке зуни имеются местоимения 1, 2 и 3 лиц, которые различаются по числам (единственное, двойственное, множественное) и имеют три падежа (подлежащее, дополнение, притяжательный). Кроме того, некоторые местоимения в падеже подлежащего и в притяжательном падеже имеют различные формы, в зависимости от того, находятся ли они в середине или в конце высказывания (местоимения в падеже дополнения не могут встречаться в середине фразы). Все местоимения приведены в следующей таблице:
|         | Субъект        |             |  | Объект    |  | Притяжат. падеж |             |
| ------- | -------------- | ----------- |  | --------- |  | --------------- | ----------- |
|         | середина фразы | конец фразы |  |           |  | середина фразы  | конец фразы |
| 1 ед.ч. | ho'            | hoo’o       |  | hom       |  | hom             | homma       |
| 2 ед.ч. | to'            | too’o       |  | tom       |  | tom             | tomma       |
| 3 ед.ч. | —              | —           |  | 'an       |  | 'an             | 'aani       |
| 1 дв.ч. | hon            | ho’no       |  | ho’na'    |  | ho’na'          | ho’na'      |
| 2 дв.ч. | ton            | to’no       |  | to’na'    |  | to’na'          | to’na'      |
| 3 дв.ч. | 'aachi         | 'aachi      |  | 'aachiya' |  | 'aachiya'       | 'aachiya'   |
| 1 мн.ч. | hon            | ho’no       |  | ho’na'    |  | ho’n’aawan      | ho’n’aawan  |
| 2 мн.ч. | ton            | to’no       |  | to’na'    |  | to’n’aawan      | to’n’aawan  |
| 3 мн.ч. | —              | —           |  | 'aawan    |  | 'aawan          | 'aawan      |

Нужно обратить внимание на синкретизм форм двойственного и множественного числа в 1 и 2 лицах, за исключением притяжательного падежа. Тем не менее, обычно из контекста (глагольных форм) видно, какие местоимения имелись в виду.

## Орфография
В резервации язык зуни записывается латиницей, со следующими особенностями:
- в алфавит входит дополнительная буква Ł, ł
- r используется только в заимствованиях
- : используется для обозначения долготы согласного, за которым этот знак следует
- ’ обозначает гортанную смычку — знак не используется в начале слова

Ранее лингвисты использовали другие системы записи языка зуни — их можно найти в различных работах. В частности, собственную систему записи языка зуни на основе латиницы разработал Стэнли Ньюмен (Newman 1954) на основе фонетической транскрипции, принятой среди американистов, с заменой ряда редких знаков на диграфы. Реформированая орфография Ньюмена использовалась в транскрипции Денниса Тедлока. Сравнение двух систем приведено ниже.
| Тедлок | Ньюмен | Американист. транскр. | Современная орфография | МФА    |
| ------ | ------ | --------------------- | ---------------------- | ------ |
| ʼ      | /      | ʔ                     | ʼ                      | /ʔ/    |
| ʼʼ     | //     | ʔʔ                    | ʼʼ                     | /ʔʔ/   |
| a      | a      | a                     | a                      | /a/    |
| aa     | a:     | a·                    | a:                     | /aː/   |
| ch     | ch     | č                     | ch                     | /ʧ/    |
| cch    | chch   | čč                    | chh                    | /ʧʧ/   |
| e      | e      | e                     | e                      | /e/    |
| ee     | e:     | e·                    | e:                     | /eː/   |
| i      | i      | i                     | i                      | /i/    |
| ii     | i:     | i·                    | i:                     | /iː/   |
| h      | j      | h                     | h                      | /h/    |
| hh     | jj     | hh                    | hh                     | /hh/   |
| k      | k      | k                     | k                      | /k/    |
| kk     | kk     | kk                    | kk                     | /kk/   |
| kw     | q      | kʷ                    | kw                     | /kʷ/   |
| kkw    | qq     | kʷkʷ                  | kkw                    | /kʷkʷ/ |
| l      | l      | l                     | l                      | /l/    |
| ll     | ll     | ll                    | ll                     | /ll/   |
| lh     | lh     | ł                     | ł                      | /ɬ/    |
| llh    | lhlh   | łł                    | łł                     | /ɬɬ/   |
| m      | m      | m                     | m                      | /m/    |

| Тедлок | Ньюмен | Американист. транскр. | Современная орфография | МФА  |
| ------ | ------ | --------------------- | ---------------------- | ---- |
| mm     | mm     | mm                    | m:                     | /mm/ |
| n      | n      | n                     | n                      | /n/  |
| nn     | nn     | nn                    | nn                     | /nn/ |
| o      | o      | o                     | o                      | /o/  |
| oo     | o:     | o·                    | o:                     | /oː/ |
| p      | p      | p                     | p                      | /p/  |
| pp     | pp     | pp                    | pp                     | /pp/ |
| s      | s      | s                     | s                      | /s/  |
| ss     | ss     | ss                    | ss                     | /ss/ |
| sh     | sh     | š                     | sh                     | /ʃ/  |
| ssh    | shsh   | šš                    | shh                    | /ʃʃ/ |
| t      | t      | t                     | t                      | /t/  |
| tt     | tt     | tt                    | tt                     | /tt/ |
| ts     | z      | c                     | ts                     | /ʦ/  |
| tts    | zz     | cc                    | tts                    | /ʦʦ/ |
| u      | u      | u                     | u                      | /u/  |
| uu     | u:     | u·                    | u:                     | /uː/ |
| w      | w      | w                     | w                      | /w/  |
| ww     | ww     | ww                    | ww                     | /ww/ |
| y      | y      | y                     | y                      | /j/  |
| yy     | yy     | yy                    | yy                     | /jj/ |

В орфографии Ньюмена (используемой в его словаре, Newman 1958), символы ch, j, lh, q, sh, z, /, : используются вместо принятых в американистике č, h, ł, kw, š, c, ʔ и · (использованных в грамматике Ньюмена, Newman 1965).
В орфографии Тедлока (Tedlock) используется символ ʼ вместо ньюменовского /, за исключением начала слов, где он не пишется. Кроме того, в системе Тедлока долгие гласные записываются путём удвоения символа гласного вместо знака долготы :, как в системе Ньюмена (например, aa вместо a:), а символы h и kw используются вместо j и q. Наконец, Тедлок передаёт долготу согласного удвоением первого знака диграфа — cch, llh, ssh, tts, тогда как Ньюмен удваивает оба знака — chch, lhlh, shsh. Кроме того, Тедлок использует kkw и tts вместо ньюменовских qq и zz.